# Phú Mỹ, Mỹ Tú
Phú Mỹ là một xã thuộc huyện Mỹ Tú, tỉnh Sóc Trăng, Việt Nam.

## Địa lý
Xã Phú Mỹ nằm ở phía đông nam huyện Mỹ Tú, có vị trí địa lý:
- Phía đông giáp thành phố Sóc Trăng và huyện Mỹ Xuyên
- Phía tây giáp xã Thuận Hưng và xã Mỹ Thuận
- Phía nam giáp huyện Mỹ Xuyên
- Phía bắc giáp xã Thuận Hưng và huyện Châu Thành.

Xã Phú Mỹ có diện tích 41,35 km², dân số năm 2022 là 19.562 người, mật độ dân số đạt 473 người/km².

## Hành chính
Xã Phú Mỹ được chia thành 7 ấp: Bấc Dần, Bét Tôn, Bưng Cóc, Đai Ui, Phú Tức, Sóc Xoài, Tá Biên.

## Lịch sử
Ngày 23 tháng 12 năm 1988, Hội đồng Bộ trưởng ban hành Quyết định số 197-HĐBT về việc thành lập xã Mỹ Thuận trên cơ sở 401,57 ha diện tích tự nhiên và 626 nhân khẩu của xã Phú Mỹ.
Sau khi phân vạch địa giới hành chính, xã Phú Mỹ có 3.818,05 ha diện tích tự nhiên và 12.602 nhân khẩu.
Ngày 30 tháng 10 năm 1995, Chính phủ ban hành Nghị định số 70-CP về việc sáp nhập 20,07 ha diện tích tự nhiên và 194 nhân khẩu của xã Phú Mỹ vào Phường 2, thị xã Sóc Trăng.